# 朝日大神宮
朝日大神宮（あさひだいじんぐう）は、岐阜県高山市朝日町（旧・大野郡朝日村）に鎮座する神社。
神社名は朝日村に因む。

## 概要
高山市朝日町西洞にある鈴蘭高原（御嶽山麓の標高1,200〜1,400mの高原）に鎮座する。
1973年（昭和48年）に行われた神宮式年遷宮で御下賜された伊勢神宮内宮（皇大神宮）の別宮の倭姫宮本殿、伊勢神宮外宮（豊受大神宮）の別宮の月夜見宮神門を移築し、1975年（昭和50年）に創建された神社である。創建時に岐阜県神社庁より銀幣社の指定を受ける。
本殿はかつての倭姫宮本殿、神門はかつての月夜見宮神門である。幣殿、拝殿、瑞垣、社務所、鳥居などは新たに新築した建物である。

## 歴史
1974年（昭和49年）6月13日に神社本庁より朝日大神宮としての創立が承認される。同年12月6日には岐阜県知事が受理し、岐阜県神社庁が創立を承認する。同年12月22日に宗教法人として登録される。
1975年（昭和50年）4月14日に伊勢神宮より二柱（天照皇大御神、倭姫命）御神霊を奉迎する。同年5月16日に鎮座祭、翌5月17日に奉祝大祭を行う。

## 祭神
- 天照皇大御神[1]
- 倭姫命[1]

## 祭礼
- 例大祭 - 5月17日
- 祈年祭 - 3月17日
- 新嘗祭 - 11月17日
- 月例祭 - 毎月17日